# Kardamon malabarski
Kardamon malabarski  (Elettaria cardamomum (L.) Maton) – gatunek byliny należący do rodziny imbirowatych (Zingiberaceae). Posiada wiele synonimów: kardamon cejloński, długi, indyjski, jawajski, zwyczajowo nazywany jest po prostu kardamonem. Występuje w stanie dzikim na Półwyspie Indyjskim i na Cejlonie, w Chinach i Indonezji, przeniesiony i zaaklimatyzowany w Ameryce Środkowej (głównie Gwatemala).
W gastronomii używana jest także nazwa kardamon zielony.

## Morfologia
PokrójRoślina zielna, osiągająca od 2 do 4 metrów wysokości.
KłączeDługie, bulwiaste.
LiścieWąskolancetowate, osiągające 70 cm długości i ok. 8 cm szerokości.
KwiatyOsadzone po 3–6 w pachwinach wąskich, tępych przykwiatków. Kwiatostanem jest długie grono. Kielich trójząbkowy, korona zielonkawoseledynowa. Pręciki trzy, ale tylko jeden z płodnym pyłkiem.
OwoceTrójkomorowe torebki, żółtawe do brunatnych, z drobnymi, brunatnymi do czerwonawych nasionami (nazywanymi kardamonem), zawierającymi ok. 9% olejku kardamonowego, który nadaje im ostry, korzenny zapach i smak.

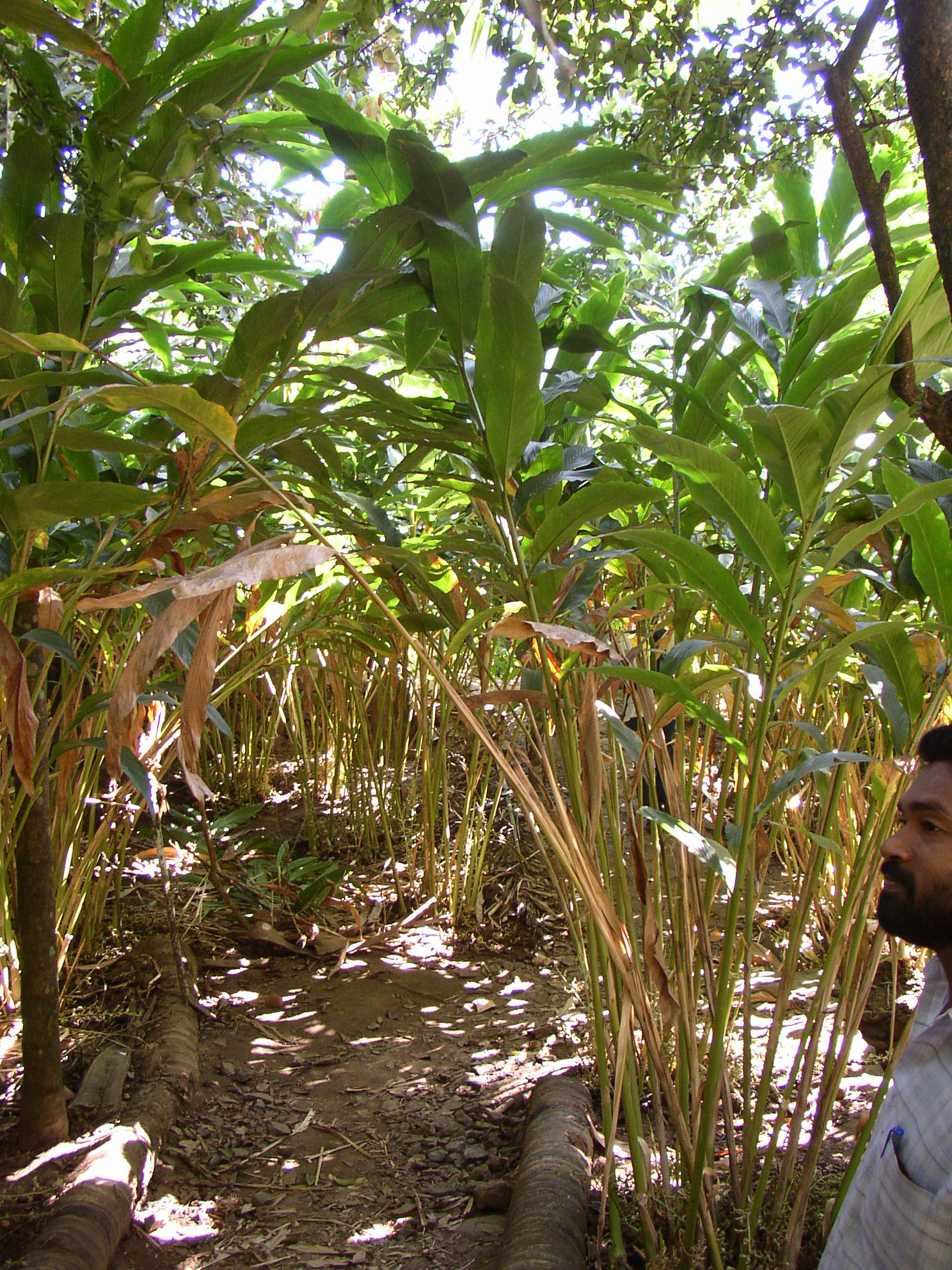
Pokrój rośliny
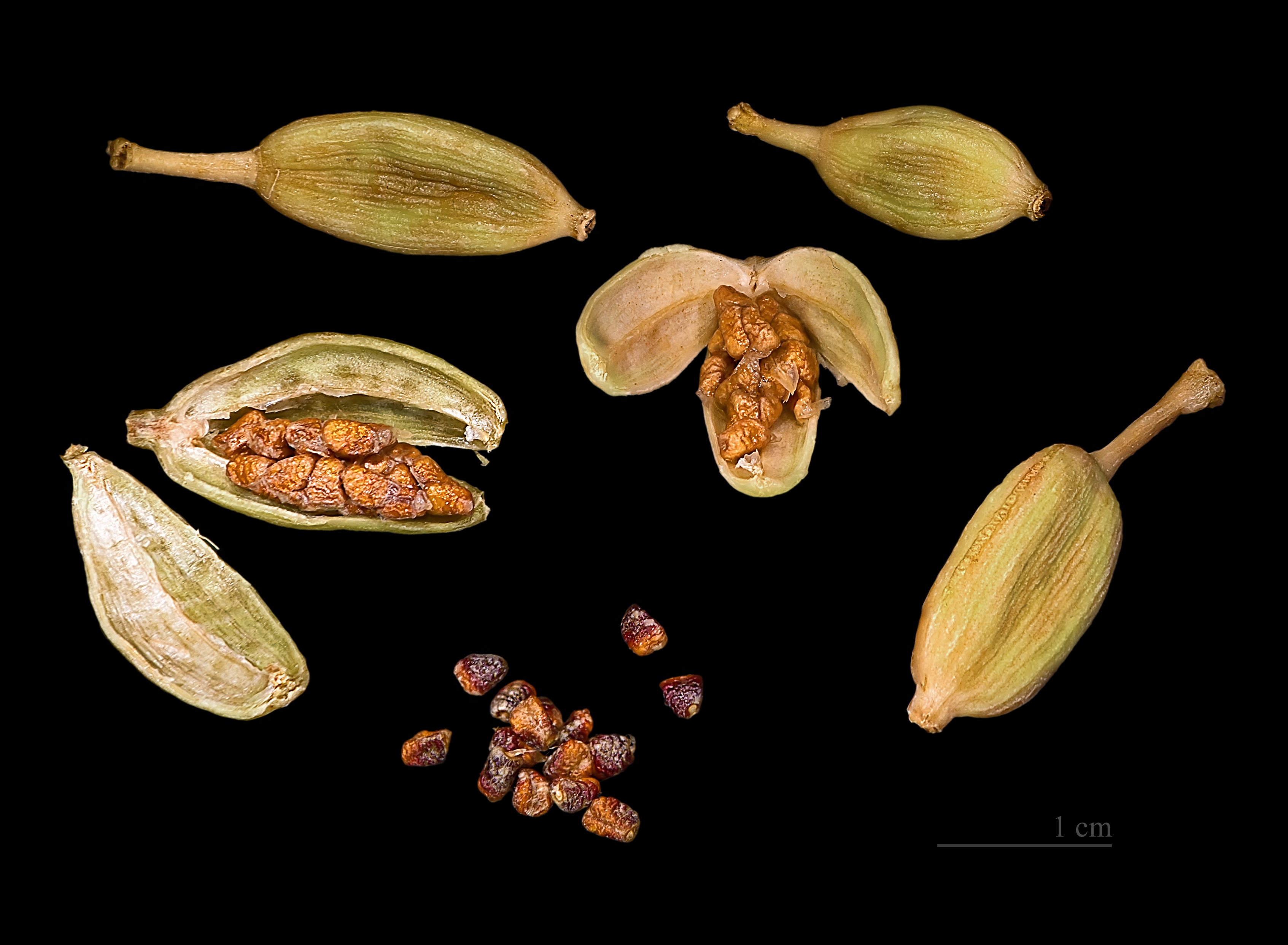
Owoce i nasiona

## Systematyka
- E. cardamomum var. major
- E. cardamomum var. minuscula

## Zastosowanie
- Roślina przyprawowa – nasiona są przyprawą znaną jako kardamon zielony (kardamon czarny to przyprawa z owoców amomka szydlastego Amomum subulatum), jedną z najdroższych (tuż po szafranie)[3]. Kardamon nazywany jest królową przypraw, obok króla przypraw – czarnego pieprzu[3]. Ma łagodny aromat i intensywny korzenny smak z wyraźną nutą kamfory. W handlu istnieje również „kardamon bielony” – delikatniejsza forma, poddana działaniu saponin[3].
  - Wartość odżywcza – składniki na 100 g:
    - kalorie: 229 kcal
    - białko: 10,2 g
    - tłuszcz: 2,2 g
    - błonnik: 20,1 g
    - wapń: 130 mg
    - żelazo: 4,6 mg
    - magnez: 173 mg
- W starożytnym Egipcie były używane jako dodatek do perfum, a w Rzymie jako składnik kadzideł i antidotów[3].
- W przemyśle spożywczym używane do aromatyzowania wódek i likierów.
- Stosowane w lecznictwie – pobudza apetyt. Według współczesnych badań, olejek eteryczny z owoców kardamonu wykazuje działanie antyoksydacyjne, przeciwbakteryjne, przeciwgrzybicze, rozkurczowe, przeciwbiegunkowe i przeciwnowotworowe. Co więcej, hamuje on acetylocholinesterazę i butyrylocholinesterazę — enzymy odpowiedzialne za rozwój choroby Alzheimera[5]. Ekstrakt wodny działa również immunomodulująco[6].
- Dodawany do kawy (zwłaszcza w rytuale arabskim) lub herbaty – wzmacnia smak, jak też wzmaga ich działanie pobudzające.
- W Europie – jako składnik przyprawy korzennej w piekarnictwie (np. vetebröd)[3], do produkcji kiełbas i marynat, jako dodatku do potraw, kiszonek i sosów[7].